# Wolfgang Bötsch
Pour les articles homonymes, voir Botsch.
Wolfgang Bötsch, né le 8 septembre 1938 à Bad Kreuznach et mort le 14 octobre 2017 à Wurtzbourg, est un homme politique allemand membre de l'Union chrétienne-sociale en Bavière (CSU).
Juriste puis cadre dans la fonction publique régionale, il est élu député au Landtag de Bavière en 1974 puis parlementaire fédéral au deux ans après. Il devient secrétaire général adjoint du groupe CDU/CSU au Bundestag en 1982, avant d'être désigné président du groupement régional de la CSU en 1989.
En 1993, il est nommé ministre fédéral des Postes. Il est le dernier titulaire de ce poste, supprimé en 1997 avec la fin de la privatisation des services postaux. Il continue de siéger au Bundestag jusqu'en 2005. Il met alors un terme à sa carrière politique.

## Biographie

### Jeunesse
Il obtient son baccalauréat en 1958 puis accomplit pendant un an son service militaire obligatoire dans l'armée de l'air.
Il s'inscrit en 1959 à l'université de Wurtzbourg pour y étudier le droit et la science politique. L'année qui suit, il adhère à l'Union chrétienne-sociale en Bavière, puis il s'engage dans le Cercle des étudiants chrétiens-démocrates (RCDS) et la Junge Union (JU).

### Débuts professionnels et politiques
Il termine son parcours universitaire à l'école supérieure des sciences administratives de Spire, passe ses deux diplômes juridiques d'État avant d'obtenir son doctorat en 1970. À cette époque, il est depuis deux ans juriste à Kitzingen.
Il est élu en 1972 conseiller municipal de Wurtzbourg, puis devient l'année qui suit président de la CSU dans la ville.
Il est recruté en 1974 par l'administration du district de Basse-Franconie, où il occupe des fonctions de direction et encadrement.

### Député

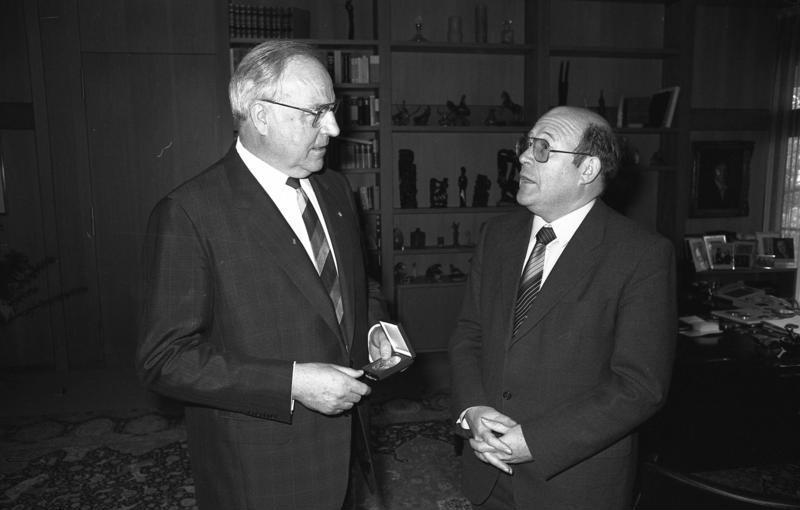
Wolfgang Bötsch rencontre Helmut Kohl à la chancellerie en 1987.

Lors des élections législatives régionales du 27 octobre 1974, il est élu à 36 ans député au Landtag de Bavière.
À peine deux ans plus tard, il postule aux élections législatives fédérales du 3 octobre 1976. Élu député fédéral de Bavière au Bundestag dans la circonscription de Wurtzbourg, il renonce à ses mandats régional et local.
Il est promu secrétaire général adjoint du groupe parlementaire CDU/CSU en 1982. En avril 1989, il est choisi par ses pairs pour succéder à Theo Waigel comme président du groupement régional de la CSU. Il abandonne deux ans après la direction du parti à Wurtzbourg.

### Ministre fédéral
Le 22 janvier 1993, Wolfgang Bötsch est nommé à 54 ans ministre fédéral des Postes et des Télécommunications dans le quatrième cabinet du chancelier fédéral chrétien-démocrate Helmut Kohl. Il est alors le premier chrétien-social à occuper ce poste depuis Werner Dollinger en 1969 et cède ses fonctions parlementaires à Michael Glos.
Reconduit en novembre 1994, il achève la privatisation de la Deutsche Bundespost. Son département ministériel est donc supprimé le 31 décembre 1997 et il doit quitter le gouvernement fédéral.

### Fin de vie politique
Il est recruté par Gemini Consulting en 1998, avant de se faire réélire au Bundestag et nommer juriste (en allemand : Justiziar) du groupe CDU/CSU, désormais dans l'opposition. Il devient le spécialiste en droit des télécommunications du cabinet d'avocats Gassner, Stockmann und Kollegen (GSK) en 2000.
Il remporte son dernier mandat parlementaire en 2002 mais renonce à exercer toute responsabilité. Il rejoint ensuite plusieurs conseils d'administration. Il cède sa circonscription à Paul Lehrieder pour les élections anticipées de 2005, abandonne la vie politique et met un terme à 33 ans de carrière électorale.

### Vie privée
Catholique, Wolfgang Bötsch est marié et père de deux enfants. Sa fille Christine est d'ailleurs membre du conseil municipal de Wurtzbourg.